# Stephen White
Stephen Walsh White (nascido em 20 de agosto de 1951, em Long Island) é um escritor americano de livros de suspense, mais conhecido pela série Dr. Alan Gregory. Além disso, White formou-se em psicologia, área na qual obteve PhD.

## Biografia
Stephen White nasceu em Long Island, nos Estados Unidos, no dia 20 de agosto de 1951. Ele viveu em Nova York, Nova Jersey e no sul da Califórnia. Ele estudou psicologia na Universidade da Califórnia e obteve sua graduação em 1972, em Berkeley. Em 1979, recebeu o PhD da área na Universidade do Colorado. Stephen especializou-se no estudo dos efeitos psicológicos provocados por problemas conjugais, principalmente nos homens. Ele trabalhou durante algum tempo como psicólogo de crianças com câncer no The Children's Hospital, em Denver. Stephen é portador de esclerose múltipla; foi diagnosticado em 1986, mas já apresentava sintomas da doença dez anos antes disso. Uma das personagens de sua série Dr. Alan Gregory, Lauren Crowder, também sofre da doença, embora ele tenha afirmado que sintomas da personagem não são idênticos aos apresentados por ele.
White começou a escrever seu primeiro livro em 1989, e, após terminado, levou cerca de um ano para que conseguisse que uma editora o publicasse, até que seu manuscrito foi aceito por uma. Stephen teve 17 livros publicados, entre 1991 e 2009, com parte deles entrando na lista de bestsellers do The New York Times. Atualmente, ele vive no Colorado com sua família.

## Livros
O primeiro livro de Stephen publicado foi "Privileged Information", em 1991, pela editora Viking, que tem Alan Gregory como protagonista e se passa no Colorado. Como obteve boas vendas, a editora publicou outro livro seu no ano seguinte, "Private Practices", assim como "Higher Authority" em 1994. O Dr. Alan Gregory é o protagonista dos dois primeiros livros, tornando-se coadjuvante no terceiro - a protagonista é Lauren Crowder.
O quarto livro de White, "Harm's Way", foi publicado em 1996, e tornou-se seu primeiro bestsellers no The New York Times. O livro seguinte, "Remote Control", também entrou na lista do jornal, novamente contando com Lauren Crowder como protagonista e liberado em 1997. Em cada um dos anos seguintes, Stephen lançou um livro. Respectivamente, "Critical Conditions", protagonizado por Sam Purdy, "Manner of Death", "Cold Case" e "The Program".
Em 2002, Stephen lançou seu décimo livro, "Warning Signs", inspirado no massacre de Columbine. Esse foi o primeiro, e até então único, livro de Stephen traduzido para português brasileiro, por Laura Rosetti, e lançado no Brasil com o título "Sinais de Alerta", pela editora Leganto, em 2003. Nesse mesmo ano, continuando a lançar um livro por ano, foi liberado "The Best Revenge"; "Blinded" foi publicado em 2004, "Missing Persons" em 2005, "Kill Me" em 2006, "Dry Ice" em 2007 e "Dead Time" em 2008. "The Siege" foi liberado em agosto de 2009, publicado pela editora Dutton. Seu livro mais recente, "The Last Lie", foi lançado em 17 de agosto de 2010.